# Tillowitzer Fayencen und Porzellan

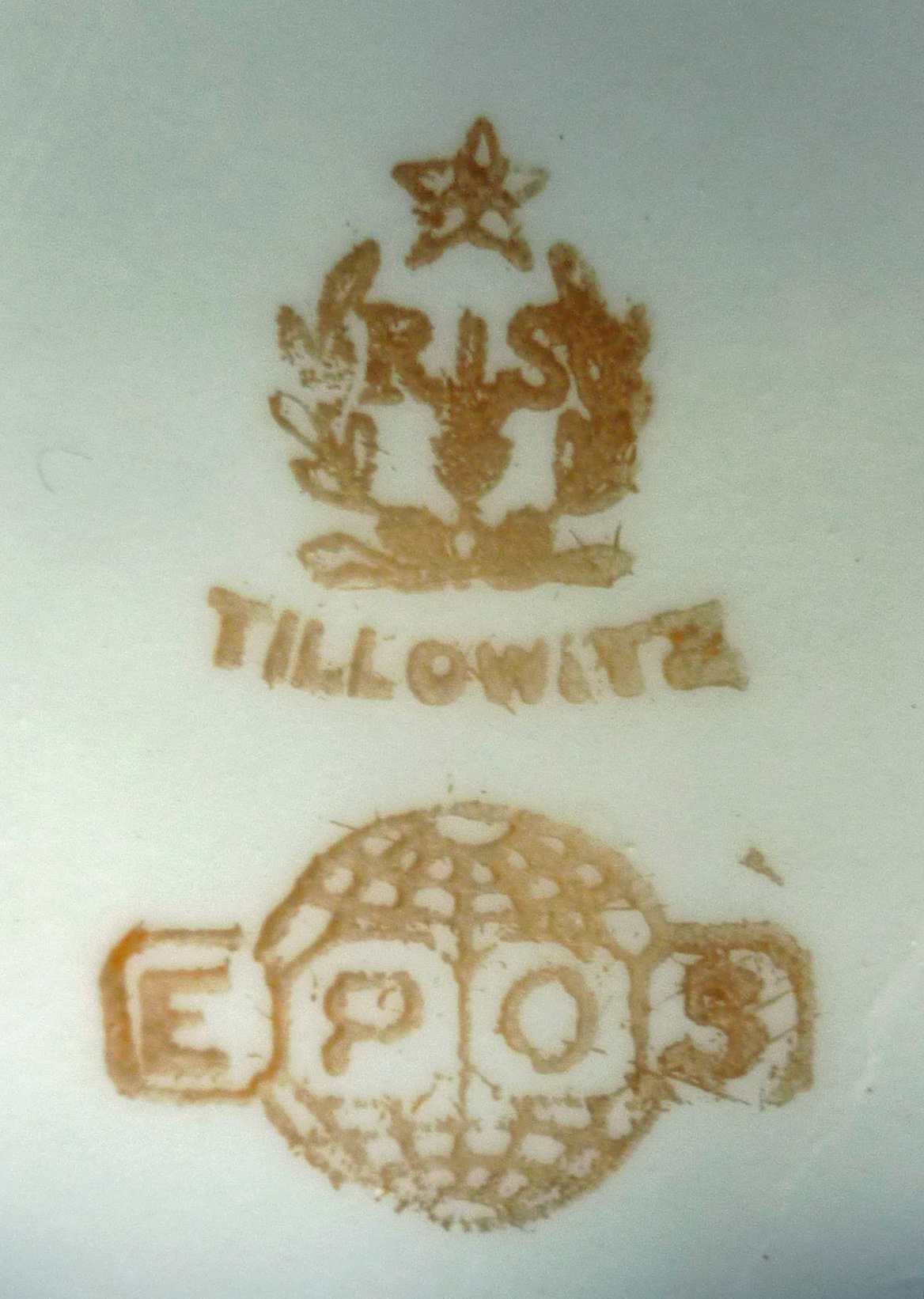
Marke aus Tillowitz

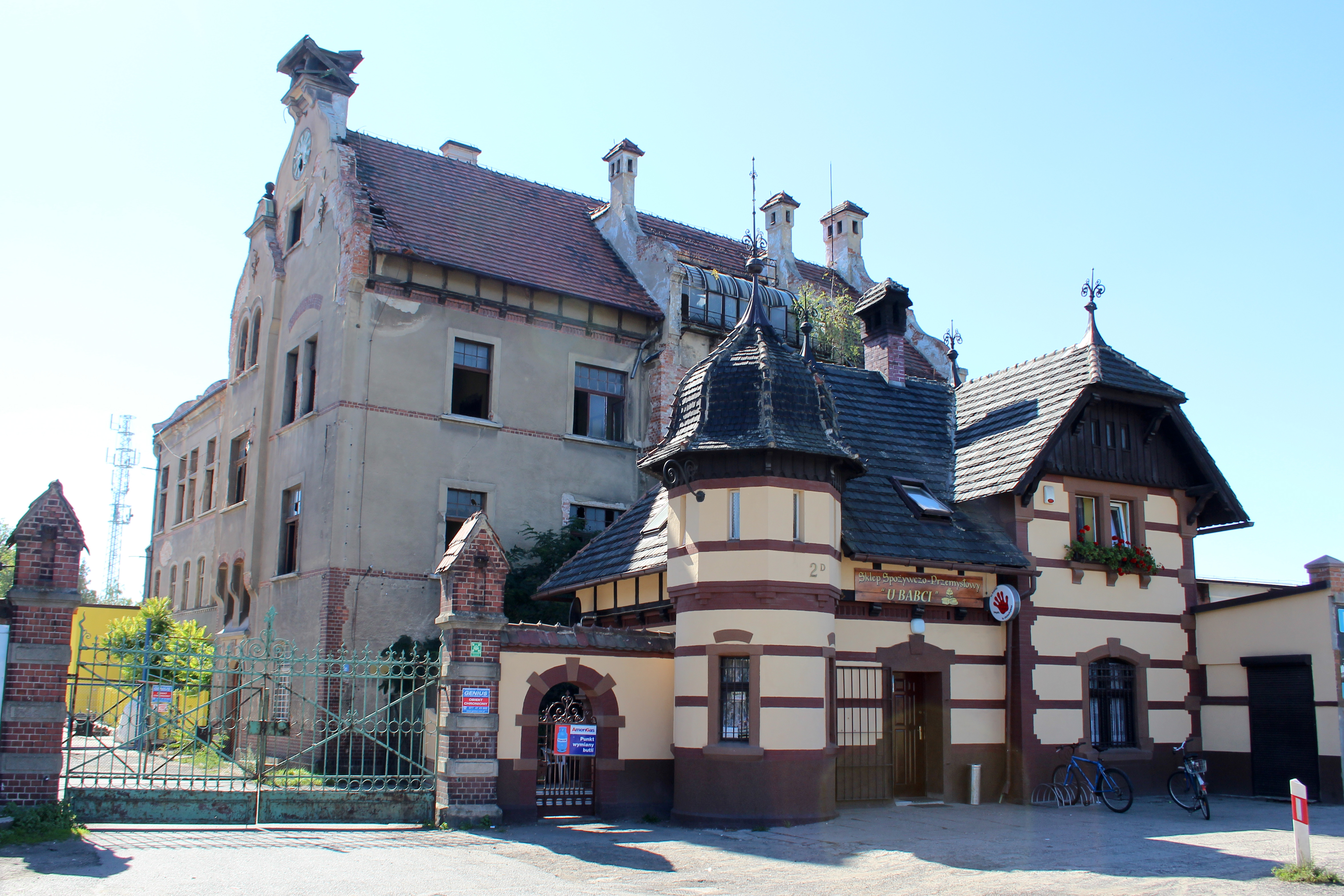
Ehemalige Produktionsgebäude

Tillowitzer Fayencen und Tillowitzer Porzellan wurden im 19. Jahrhundert und im 20. Jahrhundert im oberschlesischen Tillowitz hergestellt. Zunächst begann man mit der Produktion von Fayencen in Tillowitz, anschließend ging man über zur Produktion von Porzellan, mit dem Tillowitz besonders bekannt wurde. Tillowitz war eine von drei bekannten Fayencemanufakturen in Oberschlesien, neben Proskau und Glienitz. Die Produktionsstätten trugen verschiedene Namen, neben Manufaktur Tillowitz auch Gräflich Falkenbergische Porzellanmanufaktur. Typisch für Tillowitzer Fabrikate waren dunkelbraun glasierte Gefäße mit gelber Bemalung und schwarzes Geschirr mit silberner Verzierung. Weitere Erzeugnisse wurden mit Blumenkränzen in Mangan, Orange, Blau, Dunkelgrün und Karmin bemalt.

## Geschichte
In Tillowitz befanden sich große Tonvorkommen, die zunächst für die Fayence-Manufaktur in Proskau abgebaut wurden. Um die Tonvorkommen auch vor Ort weiterverarbeiten zu können, sollte auch hier eine Manufaktur entstehen. 1813 wurde die Fayencemanufaktur Tillowitz durch Graf Johann Carl von Praschma gegründet. Der erste Pächter und technische Leiter der Manufaktur war Johann(es) Degotschon (1773–1840), der in Proskau das Malen, Kupferstechen und Modellieren lernte und bis 1804 als Modelleur tätig war. 1910 übernahm Degotschon die Manufaktur von Praschma und er bildete sich in Breslau und bei KPM in Berlin weiter. Nach seinem Tod übernahm sein Sohn die Manufaktur, dieser starb jedoch auch kurz danach und die Witwe von Johann Degotschon. Im Jahr 1842 erwarb Ernst von Frankenberg-Ludwigsdorf von der Witwe von Degotschon die Fayencefabrik und baute sie aus. Unter der Aufsicht von Inspektor Selinger wurde in Tillowitz die Produktion von Fayence weiter ausgebaut. Die nach der Seliger-Technologie hergestellten neuen Produkte bekamen den Namen „Schwarzes Porzellan“. Da Seliger vermutlich als einziger das Geheimnis der Herstellung kannte, wurde nach seinem Tod die Produktion des schwarzen Porzellans eingestellt. 1858 war Teichelmann Pächter, er nahm die Porzellanfabrikation auf. Die Steingutfabrik ging hingegen 1862 ein. Da im 19. Jahrhundert durch Tillowitz eine Bahnstrecke gebaut wurde und der Ort auch einen Haltepunkt erhielt, konnte dies zu einer besseren Anlieferung von Material und Auslieferung der Fabrikate beitragen. Am 1. Mai 1889 wurde die Porzellanfabrik von Erhard Schlegelmilch von der Firma Reinhold Schlegelmilch aus Suhl in Thüringen gepachtet. 1906 wurde die alte Porzellanfabrik geschlossen und durch eine moderne Fabrik ersetzt. 1910 arbeiteten dort bis zu 600 Personen. War die Fabrik in Tillowitz zuerst nur eine Niederlassung der Firma Schlegelmilch, wurde sie zur einzigen Produktionsstätte, als 1916 die Fabrik in Suhl geschlossen wurde. 1932 wurde auch die Verwaltung von Suhl nach Tillowitz verlegt. Bis zu 95 % der hergestellten Ware wurde ins Ausland verkauft, darunter die Vereinigten Staaten und Kanada. Am 23. Januar 1945 wurde die Produktion von Porzellan in Tillowitz eingestellt, danach wurde das Eigentum durch den polnischen Staat konfisziert.
Zu den Erzeugnissen aus Tillowitz zählen unter anderem kunstvolle Figuren, Geschirr, Gefäße, Fayencetabakskästen, Hochzeitsteller, Nelkenvasen, Vasen, Schalen, kleine Tassen (z. B. Moccatassen), Teekannen, Milchkännchen und Zuckerdosen.
Neben barock- und rokokohaften Verzierungen finden sich auch Formen und Verzierungen im Jugendstil und im Stil des Art déco.
Die Produktionen tragen die folgenden Marken:
- T
- TbF
- Tillowitz b.F
- Steingutfabrik v.F / Tillowitz O/S
- RS Tillowitz
- RS Tillowitz Silesia
- RS Germany

Zudem erhielten die edlen Produkte als Zusatz die Marke EPOS, was für Edelporzellan Oberschlesien stand.
Der Privatsammler Ryszard Wittke hatte 2012 eine Sammlung von 2000 Porzellanerzeugnissen aus Tillowitz aufgebaut, die u. a. in Museen temporär ausgestellt wurden. 2013 bestand seine Sammlung aus fast 2500 Exponaten.